# 神田淡路町
神田淡路町（かんだあわじちょう）は、東京都千代田区の町名。住居表示は未実施。現行行政地名は神田淡路町一丁目および神田淡路町二丁目。

## 地理
東京都千代田区の北部に位置し、神田地域に属する。主に商業地として利用される。町域北部は神田川に接し、これを境に外神田、東部は神田須田町、南部は靖国通り（東京都道302号新宿両国線）に接し、これを境に神田小川町、西部は神田駿河台に接する。

## 歴史
江戸時代は武家地だった。1872年（明治5年）、神田淡路町一・二丁目が起立する。1911年（明治44年）に神田の冠称を外したが、1947年（昭和22年）に神田区が千代田区に合併すると同時に冠称を復した。

### 地名の由来
淡路坂に由来する。淡路坂は江戸前期に坂上西側に鈴木淡路守の屋敷が存在したことに由来し、一口坂（いもあらいざか）、相生坂とも呼ばれた。一口坂は坂上東側にあった太田姫稲荷神社の旧称に由来する。相生坂とは本来神田川を挟んで並行する坂との総称だが、現在ではそちらの坂のみを相生坂と称する。

## 世帯数と人口
2025年（令和7年）3月1日現在（千代田区発表）の世帯数と人口は以下の通りである。
| 丁目             | 世帯数  | 人口    |
| ---------------- | ------- | ------- |
| 神田淡路町一丁目 | 124世帯 | 177人   |
| 神田淡路町二丁目 | 514世帯 | 955人   |
| 計               | 638世帯 | 1,132人 |

### 人口の変遷
国勢調査による人口の推移。
| 年                 | 人口  |
| ------------------ | ----- |
| 1995年（平成7年）  | 461   |
| 2000年（平成12年） | 411   |
| 2005年（平成17年） | 578   |
| 2010年（平成22年） | 419   |
| 2015年（平成27年） | 1,207 |
| 2020年（令和2年）  | 1,247 |

### 世帯数の変遷
国勢調査による世帯数の推移。
| 年                 | 世帯数 |
| ------------------ | ------ |
| 1995年（平成7年）  | 201    |
| 2000年（平成12年） | 195    |
| 2005年（平成17年） | 285    |
| 2010年（平成22年） | 222    |
| 2015年（平成27年） | 671    |
| 2020年（令和2年）  | 657    |

## 学区
区立小・中学校に通う場合、学区は以下の通りとなる（2017年8月現在）。なお、千代田区の中学校では学校選択制度を導入しており、区内全域から選択することが可能。
- 区域 : 一丁目、二丁目　各全域
  - 小学校 : 千代田区立昌平小学校
  - 中学校 : 千代田区立麹町中学校 または 千代田区立神田一橋中学校

## 交通

### 鉄道
- 東京メトロ丸ノ内線 ○淡路町駅
- 都営地下鉄新宿線 ○小川町駅 - 出入口が設けられている。（所在地：神田小川町）

### 道路
- 東京都道302号新宿両国線（靖国通り）
- 東京都道405号外濠環状線

## 事業所
2021年（令和3年）現在の経済センサス調査による事業所数と従業員数は以下の通りである。
| 丁目             | 事業所数  | 従業員数 |
| ---------------- | --------- | -------- |
| 神田淡路町一丁目 | 182事業所 | 2,652人  |
| 神田淡路町二丁目 | 215事業所 | 9,350人  |
| 計               | 397事業所 | 12,002人 |

### 事業者数の変遷
経済センサスによる事業所数の推移。
| 年                 | 事業者数 |
| ------------------ | -------- |
| 2016年（平成28年） | 374      |
| 2021年（令和3年）  | 397      |

### 従業員数の変遷
経済センサスによる従業員数の推移。
| 年                 | 従業員数 |
| ------------------ | -------- |
| 2016年（平成28年） | 13,891   |
| 2021年（令和3年）  | 12,002   |

### 主な企業
- ワテラス
- 白泉社
- 日本損害保険協会

## 施設

### 郵便局
- 神田郵便局

### 公園
- 淡路公園

### 温浴施設
- RAKU SPA 1010神田

## 出身人物
- 内田茂（政治家） - 東京都議会議員、同議長。千代田区議会議員。

## その他

### 日本郵便
- 郵便番号 : 101-0063[4]（集配局 : 神田郵便局[16]）。